# Ленчиця (Великопольське воєводство)
Ленчиця (пол. Łęczyca) — село в Польщі, у гміні Коморники Познанського повіту Великопольського воєводства.
Населення — 835 осіб (2011).
У 1975-1998 роках село належало до Познанського воєводства.

## Демографія
Демографічна структура станом на 31 березня 2011 року:
|          | Загалом | Допрацездатний вік | Працездатний вік | Постпрацездатний вік |
| -------- | ------- | ------------------ | ---------------- | -------------------- |
| Чоловіки | 390     | 76                 | 278              | 36                   |
| Жінки    | 445     | 86                 | 273              | 86                   |
| Разом    | 835     | 162                | 551              | 122                  |